# Mantova
Mantova (latinul és régies magyar nevén: Mantua, lombardul Mantoa, vagy Mantua) jelentős város az olaszországi Lombardiában és az azonos nevű megye fővárosa.

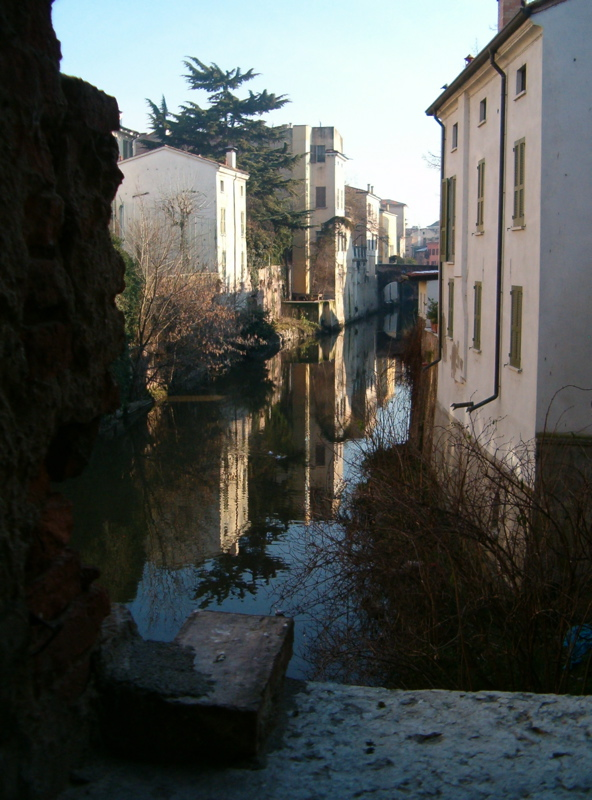
A „Rio”

## Története

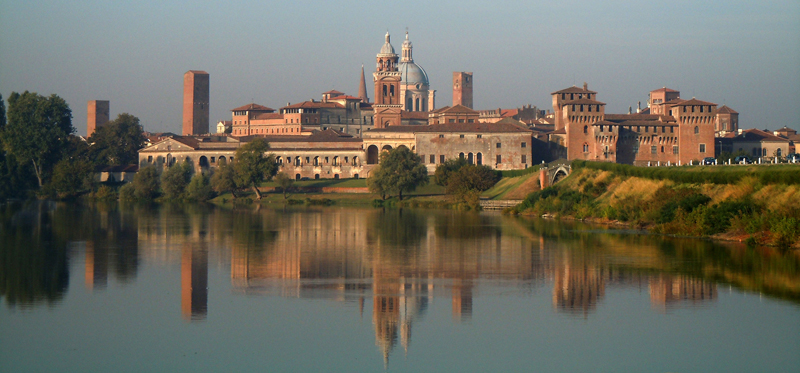
A város látképe

A várost nagyjából i. e. 2000 körül alapították a Mincius folyó dűnéin, egyfajta szigeteken, melyek természetes védelmet nyújtottak. Az i. e. VI. században etruszk falut az etruszk hagyomány szerint Ocno alapított újjá. Neve az etruszk Mantus, az alvilág istenének nevéből származik. Először a gallok, majd a rómaiak hódították meg az első és a második pun háborúk között. Nevét a rómaiak összetévesztették Mantóéval (Teiresziasz lánya). A faluban ezek után Augustus veteránoknak adományozott birtokokat.
A longobárdok 568-ban foglalták el, később Nagy Károlynak került hatalmába. Miként a többi felső-olaszországi városok, sokat szenvedett a guelfek és ghibellinek közt folyó háborúk alatt; 1090-ben IV. Henrik császár ostromolta. 1110 után sikerült a tusciai őrgrófok fennhatóságát leráznia és független várossá (kommunává) lett, majd belépett a császár ellen harcoló Lombard Ligába. 1236-ban II. Frigyes császár, 1256-ban pedig Ezzelino da Romano sikertelenül ostromolta. 1630. július 18-án azonban az osztrákok elfoglalták és elpusztították. Ezután hanyatlásnak indult. 1796-ban a franciák ostrom alá fogták, és miután a fölmentő seregeket megverték, 1797. február 2-án el is foglalták. 1799-ben az osztrákok Kray Pál vezérlete alatt ugyan újra hatalmukba kerítették, de 1801 elején kénytelenek voltak újra átengedni a franciáknak.
Az egykori Mantovai Hercegség területe Nagy Ottó idejében a Német-római Birodalomhoz került. Mint császári hűbért az Este-család, 1052-ben Mathild tusciai őrgrófnő, később a Bonacossiak kapták meg, akik magukat a század végén függetlenítették, ezektől 1323-ban a Gonzagák örökölték, akiknek uralma alatt a tudományok és művészetek virágzottak. Az utolsó Gonzaga, IV. Károly, 1708-ban Padovában örökös nélkül halt meg. Ekkor ismét Ausztria foglalta el, és 1785-ben a volt Milánói Hercegséggel egyesítve, belőlük az osztrák Lombardiát alakította ki. 1797-ben, az első koalíciós háború az „Alpokon inneni” Ciszalpin Köztársasághoz, később a napóleoni Itáliai Köztársasághoz, 1805-től az Itáliai Királysághoz tartozott. Napóleon bukása után, 1814-től ismét a Habsburg Birodalomhoz került, a csatlós Lombard–Velencei Királyság keretén belül. A város a napóleoni háborúk és a Lombard–Velencei Királyság idején kiépült erős észak-itáliai osztrák erődrendszer, az ún. Erődnégyszög (Festungsviereck / Quadrilatero) egyik fő erődvárosa lett, Peschiera del Garda, Legnago és Verona mellett. Az 1859-es szárd–francia–osztrák háború után Ausztria elvesztette Lombardiát, az erődvárosokat ekkor még megtarthatta, de az 1866-os porosz–osztrák–olasz háború nyomán már Veneto tartomány is az Olasz Királysághoz került.

## Népessége
| év   | lélekszám |
| ---- | --------- |
| 1881 | 28 048    |
| 1893 | 29 500    |
| 2004 | 46 372    |

## Főbb látnivalók
- A Palazzo del Te (1525-1535), Giulio Romano egyik műve késő reneszánsz (manierista) stílusban.
- A Palazzo Ducale, a Gonzaga-család híres rezidenciája, amely több épületből, udvarból és kertből áll a Palazzo del Capitano, a Magna Domus, és a Szent György-kastély körül összegyűjtve.
- A Szent András-bazilika
- A Dóm
- A Rotonda di San Lorenzo
- A Bibiena Színház
- A Szent Sebestyén-templom
- A püspöki palota
- A Palazzo degli Uberti
- A Torre della Gabbia („Ketrectorony”)
- A Palazzo del Podestà, amelyben Tazio Nuvolari múzeuma található
- A Palazzo della Ragione az Óratoronnyal
- A Palazzo Bonacolsi

## Híres emberek
- Giuseppe Acerbi, itáliai utazó, természetkutató
- Andrea Andreani, itáliai rézműves
- Giovanni Arrivabene, itáliai közgazdász
- Giovanni Paolo Bellinzani, itáliai zeneszerző és muzsikus
- Roberto Boninsegna, olasz labdarúgó
- Ivanoe Bonomi, olasz politikus
- Rambold XIII. von Collalto, diplomata és generális
- Carlo Farina, itáliai hegedűművész, zeneszerző, karnagy
- Giorgio Ghisi, itáliai rézműves
- Eleonora Gonzaga, mantovai hercegkisasszony
- Gonzaga Eleonóra magyar királyné, III. Ferdinánd császár harmadik neje
- Alberto Jori, itáliai filozófus
- Claudio Monteverdi, olasz zeneszerző
- Tazio Nuvolari, olasz autóversenyző

## Testvérvárosai
- Azucsi, Japán
- Madison, Wisconsin, Amerikai Egyesült Államok
- Charleville-Mézières, Franciaország
- Nevers, Franciaország
- Weingarten, Németország
- Nagyvárad, Románia

## Irodalmi utalások
- Shakespeare Rómeó és Júlia című tragédiájában Rómeó száműzetésbe Mantovába utazik.
- Giuseppe Verdi Rigoletto című operája Mantovában játszódik.